# ریسمان (فیلم)
ریسمان (به انگلیسی: Cord) همچنین با عنوان پنهان و جستجو نیز شناخته شده‌است یک فیلم سینمایی دلهره آور کانادایی محصول سال ۲۰۰۰ به کارگردانی سیدنی جی. فیوری و با بازی داریل هانا، جنیفر تیلی، بروس گرینوود و وینسنت گالو است.

## داستان
آنی (داریل هانا) پس از مبارزه با ناباروری سرانجام موفق می‌شود از طریق لقاح مصنوعی همسرش جک (بروس گرینوود) باردار شود؛ ولی در یک شب یک متجاوز نقابدار را در اتاق خود می‌بیند…